# Pedro Judice Costa
Pedro Judice Costa (ur. 22 czerwca 1988 w Lizbonie) – portugalski wioślarz.

## Osiągnięcia
- Mistrzostwa Świata U-23 – Račice 2009 – czwórka bez sternika wagi lekkiej – 2. miejsce[1].
- Mistrzostwa Świata – Poznań 2009 – czwórka bez sternika wagi lekkiej – 19. miejsce[1].
- Mistrzostwa Europy – Brześć 2009 – czwórka bez sternika wagi lekkiej – 12. miejsce[1].